# Grigorij Camblak
Grigorij Camblak, auch Camvlach, (bulgarisch/russisch Григорий Цамблак; * um 1364; † um 1450) war ein bedeutender Bischof und Hagiograph der Ostkirche.

## Leben
Grigorij Camblak, der aus dem bulgarischen Weliko Tarnowo stammte, führte das Schicksal nach Serbien, Litauen, Russland und Rumänien. 1416 wurde er gegen den Wunsch des byzantinischen Patriarchen und des Metropoliten von Moskau zum Metropoliten von Kiew und Litauen gewählt. In Kiew schrieb er im damals aktuellen stark lyrisch gefärbten und hoch rhetorischen Stil des „Wortgeflechts“ eine Vita seines Lehrers, des heiligen Euthymios. Obwohl sie sich sehr stark an Kallistos Vita des heiligen Feodossij orientierte, wurde sie bald zum Vorbild für nachfolgende russische Hagiographen. Auch seine Festpredigten wurden in Russland sehr geschätzt.
Heute sehen sowohl Russen als auch Serben und Bulgaren Grigorij Camblak als Bestandteil ihrer eigenen Literatur.
1418 nahm er am Konzil von Konstanz teil, wurde dort vom Papst zum osculum pedis, manus et oris zugelassen, unterstellte sich jedoch Rom nicht. Auf die Beobachtung seines Gottesdienstes in Konstanz geht die älteste deutsche Beschreibung der orthodoxen Liturgie zurück.
Seit 2006 ist der Tsamblak Hill nach ihm benannt, ein Hügel auf der Livingston-Insel in der Antarktis.